# Сестри Грімм
Сестри Грімм (англ. The Sisters Grimm) — серія романів фентезі американського письменника Майкла Баклі з ілюстраціями Пітера Фергюсона; «Сестри Грімм» 

## Майкл Баклі (автор)
Майкл Баклі (Michael Buckley) — американський письменник і сценарист.
Майкл Баклі народився в 1969 році в місті Акрон (шт. Огайо). Під час навчання в Університеті штату Огайо працював у газеті коледжу, створював власні телевізійні ток-шоу і грав у комедійній групі. Закінчив університет з відзнакою і переїхав до Нью-Йорка, де змінив кілька професій, працював у піцерії, продавав гамбургери, складав комікси для ілюстрованих видань, навіть співав у панк-групі.
Зрештою Майкл знайшов роботу на телебаченні, робив шоу «Late Show» з Девідом Леттерманом, потім працював над створенням документальних фільмів та дитячих програм на таких телеканалах, як «Nickelodeon», «Disney», «MTV Animation», «The Sci-Fi Channel», «The Discovery Channel» і VH1.
Перший же роман Майкла Баклі «Казковий детектив» («The Fairy Tale Detectives», 2005) став бестселером.
У ньому розповідається про двох сестер-сиріт - Сабріну, одинадцяти років, і Дафну, семи років. Їхні батьки загадковим чином зникли, а опікунство над дітьми взяла на себе бабуся, яку вони ніколи не бачили. Як виявилося, бабуся - берегиня секретів і традицій сім'ї Грімм, а брати Грімм - їхні прапрапрапрапрадіди. У розпорядженні нинішніх представників династії Грімм старовинна величезна бібліотека, а найголовніше завдання - допомагати підтримувати порядок в містечку Ферріпорт-Лендінг.
І ясна річ, весь час що-небудь трапляється недобре, всякі неприємності і навіть вбивства. Всі ці незвичайні історії розслідують дівчинки з бабусею, так що за жанром книги Майкла Баклі - це дитячий детектив, така казкова суміш з пригод а-ля Ненсі Дрю і трьох відьом з «Зачарованих».

## Сюжет

### Казковий детектив
Сабріна (11 років) та Дафна (7-8 років) Грімм після зникнення їхніх батьків мають переходити з однієї прийомної родини в іншу. За цей час дівчинки зазнали насильства та ігнорування. Тоді місіс Смірт (їхня завідувачка дитячого будинку) відправляє їх в місто Феріпорт-Лендінг до їхньої покійної бабусі. Сабріна вважає це божевіллям, однак Дафна дуже заінтригована і хоче швидше побачити покійну родичку.
В домі їхньої, так званої бабусі, дівчата знайомляться з дивним дідом містером Канісом та датьським догом Елвісом.
Потім виявляється, що в місті Феріпорт-Лендінг живуть персонажі дитячих казок, а дівчинки - це нащадки братів Грімм і наступні детективи міста. Сабріна вважає бабусю Рельду божевільною і хоче втекти, але Дафні це все подобається.